# Dorf an der Pram
Pour les articles homonymes, voir Dorf.
Dorf an der Pram est une commune autrichienne du district de Schärding en Haute-Autriche.